# 9153 Chikurinji
9153 Chikurinji este un asteroid din centura principală de asteroizi.

## Descriere
9153 Chikurinji este un asteroid din centura principală de asteroizi. A fost descoperit pe 30 octombrie 1981 la Kiso de Hiroki Kosai și Kiichiro Hurukawa. Asteroidul prezintă o orbită caracterizată de o semiaxă mare de 2,69 ua, o excentricitate de 0,15 și o înclinație de 12,5° în raport cu ecliptica.